# All Belong to the Night
All Belong To The Night è un album in studio del gruppo musicale black metal ucraino Drudkh, pubblicato nel 2022 dalla Season of Mist.

## Tracce
1. Нічний (The Nocturnal One) – 10:22
2. Млини (Windmills) – 11:31
3. Листопад (November) – 8:25
4. Поки зникнем у млі (Till We Become the Haze) – 15:33

## Formazione
Gruppo
- Thurios - voce, tastiere, chitarra
- Roman Saenko - chitarra, basso
- Krechet - basso, tastiere, chitarra
- Vlad - batteria